# Access Motor
Access Motor grundades 2003 och ligger vid Chia-Tai Industrial Zone, Chia-Yi, Taiwan och har specialiserat sig på tillverkning av ATV (All-Terrain Vehicle), fyrhjulingar, design och motorer. 
De tillverkar fyrhjulsdrivna ATV:er och tvåhjulsdrivna.

## Sportmodeller
Beteckningen SM betyder Supermoto. De är breddade och sänkta från fabrik samt utrustade med vägdäck.
- SP450SM - Supermoto modell med 448.8 cc fyrtaktsmotor och fem växlad manuell låda
- SP450 - off-road modell med 448.8 cc fyrtaktsmotor och fem växlad manuell låda
- SP400SM - Supermoto modell med 359.3 cc fyrtaktsmotor och automat växellåda CVT med bak, H/L växel
- SP400 - off-road modell med 359.3 cc fyrtaktsmotoroch automat växellåda CVT med bak, H/L växel
- SP300SM - 280.4 cc fyrtaktsmotor och automat växellåda CVT med bak, H/L växel
- SP300 - 280.4 cc fyrtaktsmotor och automat växellåda CVT med bak, H/L växel
- SP250 - 249.4 cc fyrtaktsmotor och automat växellåda CVT med bak, H/L växel
- SP180 - 169 cc fyrtaktsmotor och automat växellåda CVT med bak
- SP50 - 49.3 cc tvåtaktsmotor och automat växellåda CVT med bak